# Dreamland (série télévisée d'animation)
Pour les articles homonymes, voir Dreamland.
Dreamland est une série animée, basée sur la série télévisée de science fiction Doctor Who. Créée par la BBC, elle n'a pas été produite par les mêmes producteurs que la série. Elle fut diffusée sur une semaine en un épisode de 12 minutes suivi de 5 épisodes de 6 minutes, du 21 novembre 2009 au 26 novembre 2009, sur le site web de la BBC. L'épisode entier fut diffusé le 5 décembre 2009 sur BBC 2 et BBC HD.

## Synopsis
Le dixième Docteur décide de visiter le Nevada. En possession d'un artefact extra-terrestre, le Docteur, suivi d'une serveuse et d'un Amérindien, est pris en chasse par des hommes en noir, l'armée et des extra-terrestres de forme insectoïde. 

### Personnages secondaires
- Cassie Rice (Voix de Georgia Moffett)
- Jimmy Stalkingwolf (Voix de Tim Howar)
- Saruba Velak (Voix de Lisa Bowerman)
- Lord Azlok (Voix de David Warner)
- Colonel Stark (Voix de Stuart Milligan)
- Aigle de Nuit (Voix de Clarke Peters)
- Rivesh Mantilax (Voix de Nicholas Rowe)
- Mister Dread (Voix de Peter Guinness)

### Histoire
13 juin 1947 : un vaisseau spatial qui tente d'échapper à ses poursuivants est abattu et s'écrase sur Terre près de Roswell. Onze ans plus tard, le TARDIS atterrit à Dry Springs, littéralement « les sources sèches », au Nevada. Dans un snack-bar, le Docteur rencontre Cassie Rice et Jimmy Stalkingwolf. En examinant un artefact prétendument alien exposé dans le restaurant avec son tournevis sonique, le Docteur le fait s'animer. Prévenus de sa réactivation, deux hommes en noir entrent dans le bar et demandent la « barre de fusion ionique ». Le Docteur et les deux autres s'enfuient et décident d'aller voir un lieu où Jimmy a aperçu un monstre de l'espace. Le monstre en question est un drone de bataille des Viperox, qui les prend pour cible. Le drone est détruit par une roquette venant d'un hélicoptère, les soldats qui en descendent les mettent en état d'arrestation sous la juridiction du Colonel Stark, directeur de la Zone 51 (que le Docteur surnomme « Dreamland »).
Une fois à Dreamland, Stark les emprisonne et leur envoie un gaz qui devrait les rendre complètement amnésiques. Le Docteur réussit à se libérer, stopper le gaz et s'échapper avec Cassie et Jimmy dans le conduit de ventilation. Ils atterrissent dans un laboratoire où se trouve un alien de forme « petit gris ». Ils sont poursuivis par des gardes et arrivent dans un hangar contenant le vaisseau qui s'est écrasé en 1947. Pendant ce temps, dans son bureau, le Colonel Stark semble négocier avec les Viperox.
À l'aide de son tournevis sonique, le Docteur réussi à faire démarrer le vaisseau et à s'échapper de la zone 51. Poursuivit par deux jets, le Docteur perd le contrôle de la soucoupe et s'écrase près d'une ville minière abandonnée et nommée Solitude. Dans le sol de la ville, à l'intérieur d'une mine abandonnée, le Docteur et ses compagnons trouvent une base Viperox. Ils rencontrent Lord Azlok, chef des Viperox, et le Docteur apprend qu'ils ne sont pas intéressés par la Terre mais qu'ils recherchent une autre sorte d'ennemi. S'enfuyant, ils tombent sur de grands œufs de Viperox cachés dans la mine, afin de pouvoir constituer une potentielle armée, et se retrouvent face à une immense reine Viperox pondeuse d'œufs. 
S'échappant grâce à un système de train de mine, le Docteur et se compagnons se retrouvent à l'extérieur face aux hommes en noir, M. Dread, M. Fear, M. Terror et M. Apprehension, des robots extraterrestres de « l'Alliance des Shades » qui cherchent à faire en sorte que les artefacts aliens ne se retrouvent pas sur une planète « indigène » comme la Terre. Dorénavant contrôlés par les Viperox, les quatre robots sont détruits par des flèches tirés par des Indiens de la région, dont le grand-père de Jimmy. Ils les amènent dans leur grotte où ils font la connaissance de Rivesh Mantilax, un petit gris qui est le mari de l'alien qu'ils ont vu dans la base 51. Ceux-ci sont en guerre contre les Viperox depuis des années. Le Colonel Stark arrive alors dans les grottes, heureux d'avoir retrouvé Rivesh Mantilax.
Capturé et ramené à la base 51, Rivesh Mantilax est ramené vers sa femme Seruba Velak. L'artéfact trouvé dans le bar est une arme génétique permettant de tuer tous les Viperox. Elle ne s'actionne que par l'ADN de Rivesh et tous veulent la reprogrammer : Azlok pour tuer d'autres aliens, Stark pour tuer les Russes. Le Docteur s'enfuit avec l'arme. Il est rattrapé par Stark, et il lui explique qu'une alliance avec les Viperox ne pourra que se solder par un échec, les Viperox étant assez belliqueux pour rompre leurs engagements lorsqu'ils auront ce qu'ils voudront. Ces derniers les ont entendus et sonnent la charge. 
Stark et le Docteur retournent dans la salle qu'ils avaient quittés pour trouver Seruba tentant de ranimer Rivesh, mortellement blessé par Azlok. Elle explique qu'un objet se trouvant dans l'épave du vaisseau pourrait le ranimer, mais l'objet se trouve dans un immense entrepôt avec de nombreuses caisses. Pendant qu'il le cherche avec Seruba, le Docteur demande à Jimmy et Cassie d'aller chercher « sa caisse en bois bleue ». Pendant ce temps, la reine Viperox est sortie de sa cachette et détruit la ville. Dans l'entrepôt, le Docteur et Seruba trouvent l'objet mais sont pris en chasse par les mouches Skorpius, un alien carnivore qui se déplace sous forme d'un cerveau. Ils réussissent à s'en sortir en se cachant dans un carton. Au même moment, Cassie et Jimmy retrouvent le TARDIS et le ramène à l'arrière du pick-up de Jimmy. 
Pendant que la guerre fait rage entre les Viperox et les humains, au détriment des soldats, Jimmy tente de ramener le TARDIS. Le Docteur et Seruba repartent vers la base en jeep lorsqu'ils retrouvent Jimmy et Cassie, et réussissent à atteindre la salle où se trouve Rivesh, réussissant à le faire guérir à temps. Le Doctor demande que Rivesh n'utilise pas son arme, car elle génociderait les Viperox, et qu'il veut laisser au peuple Viperox une chance d'évoluer. C'est alors que le Lord Azlok prend Jimmy en otage en échange de l'arme, mais le Docteur a le temps d'utiliser celle-ci en conjonction avec le TARDIS, ce qui permet de lancer un son puissant qui affecte les Viperox. Avant de fuir la terre, le Lord Azlok maudit le Docteur et lui dit que son temps est bientôt révolu. Seruba et Rivesh partent à bord de leur vaisseau, le Docteur laisse l'arme à Stark en cas de retour des Viperox et lui explique de ne pas se soucier des Russes. Pendant que le TARDIS disparait, Cassie et Jimmy se tiennent par la main.

## Continuité avec leWhoniverse
- Le Docteur explique que les techniques d'effacement de la mémoire ne seront pas au point avant 50 ans, ce qui renvoie aux pilules amnésiantes utilisées dans la série Torchwood.
- Un mois avant la diffusion de cet épisode, un épisode de The Sarah Jane Adventures intitulé  Prisoner of the Judoon et également écrit par Phil Ford, montrait des nanotechnologies issues du crash de Roswell fabriquant le même vaisseau que celui se trouvant dans cet épisode.
- Le Docteur fait référence au fait que la Reine Viperox n'est pas amusée, rapport à l'épisode "Un loup-garou royal"